# Школьний (Ісетський район)
Шко́льний (рос. Школьный) — селище у складі Ісетського району Тюменської області, Росія.
Стара назва — Путь к труду.
Населення — 84 особи (2010, 95 у 2002).
Національний склад станом на 2002 рік:
- росіяни — 86 %